# ميخائيل ويليامسون (نقابي)
ميخائيل ويليامسون (بالإنجليزية: Michael Williamson)‏ هو نقابي أسترالي، ولد في 26 يونيو 1953.